# Romániai magyar diákrádiók
Diákrádió Romániában az ország nagyobb egyetemi központjaiban a diákotthonok számára vezetékes rádión közvetített heti adás a 20. század második felében.
Kolozsvárt 1971 őszén alakult magyar szerkesztőségi csoport Nagy Gyula filológus hallgató vezetésével. 1973-ban két szerkesztőségi kollektíva működött Gaudeamus (főszerkesztője Bálint Ákos filológus) és Visszhang (főszerkesztője Patrubány Miklós műegyetemi hallgató) adáscímmel. 1974-ben az utóbbi cím alatt egyesült a két csoport. 1976-tól Zsigmond Emese filológus, 1978-tól Török István mezőgazdasági akadémiai hallgató volt a főszerkesztő. Fontosabb rovataik: Bel- és külpolitika, Diákélet, Népművészet és népzene, Komolyzene, Sport, Játékos elmék (nyelvművelés), Tudományos rovat, Hirdetés-tájékoztatás. A magyar adásokat 20-25 munkatárs állította össze, közülük az évek során Gáspár Sándor, Lepedus József, Szász M. Attila, Ördög Lajos, Pávai István, Kostyák Imre, Csortán Márton, Török Róbert, Gagyi József, Ocskai Gábor, Sóvágó Gyöngyvér főiskolai és egyetemi hallgatók tevékenysége hozott új színt a műsorba.
1974-ben hangjátékpályázatot írtak ki, az I. díjat Zudor János kapta meg Az utolsó riport c. munkájáért. 1976-ban háromfordulós riportversenyt rendeztek. 1975-től rendszeresen műsoros fogadóesteket tartottak, melyeken a szerkesztők találkoztak a hallgatókkal s diákműkedvelők léptek fel. A fogadóestek meghívottjai közt Keszthelyi Gyula és az Igazság, Gáll Ernő és a Korunk, Létay Lajos és az Utunk szerkesztői, Harag György és Sütő András Káin és Ábel c. darabjának előadói (elő-bemutatóval összekötött vita), valamint Lőrincze Lajos és Banner Zoltán szerepeltek. 1975 és 1978 között szoros volt együttműködésük az Igazsággal, műsort adtak ennek író-olvasó találkozóin, s közreműködtek a televízió magyar adásának Kaláka c. rendezvényein. Magyar nyelvű diákrádió működött még Marosvásárhelyen, majd Temesváron (itt főszerkesztője Burián Felicián, utóbb Tüzes Péter).